# خالد الجندي
خالد الجندي (14 ديسمبر 1961 -) إعلامي ومؤلف وداعية إسلامي مصري.

## حياته ونشأته
خالد عبد المحسن حسيني الجندي، من مواليد القاهرة بمنطقة الحلمية الجديدة،
تخرج خالد الجندي من جامعة الأزهر حيث حصل على ليسانس أصول الدين والدعوة قسم حديث. عمل فور تخرجه إماماً وخطيباً في مساجد القاهرة التابعة لوزارة الأوقاف. عمل في نفس الفترة بتدريس مادة الحديث الشريف. انتقل الشيخ خالد الجندي بعد ذلك ليعمل محاضراً بجامعة مصر للعلوم والتكنولوجيا.

## زوجاته
تزوج خالد الجندي أربعة مرات المرة الأولى، وهو في بداية حياته، وكانت زوجته الأولى سيدة قبطية، تدعى هدى فانوس، وأسلمت وسمت نفسها، «آية نور الدين».
وبعد وصول أضواء الشهرة إلى خالد الجندي، فتح هذا الملف، وتساءل الكثيرون، عن سر زاوجه من قبطية، إلا أنه رد مؤكدا أنه لم يرتكب حراما، إذ أن فقهاء المسلمين يفتون بجواز أن يتزوج مسلم من كتابية، ويقصد بها اليهودية، والمسيحية "القبطية"، ولم يستمر هذا الزواج المثير للجدل كثيرا، إذ طلق الشيخ زوجته، بعد وقت قليل من حصوله على الشهرة.
وتزوج للمرة الثانية، من سيدة تدعى «راجية»، سبق لها الزواج، وكان زواجه منها عرفيا، لخوفها على ثروتها، وميراث أبنائها من زوجها الذي سبقه.
ولم تستمر هذه الزيجة طويلا؛ بسبب ما أحاطها من خلافات وأزمات، تتعلق بنتائجها على حياة الزوجة، وأبنائها من الزوج الأول.
وتزوج الجندي للمرة الثالثة من سيدة تدعى عزة، لكن لا تتوافر معلومات كثيرة عن ملابسات الزواج، ولا عن أسباب عدم استمراره إلا لفترة قصيرة.
ولعل مما يؤكد حب خالد الجندي، وولعه بالنساء، وبالتنويع بينهن، تزوج في المرة الرابعة امرأة سورية الأصل، سويسرية الجنسية، تقيم في المملكة العربية السعودية، وهي التي بقيت معه حتى الآن.

## مسيرته
بدأ خالد الجندي رحلته مع الإعلام كمعد ومقدم برامج دينية من خلال شاشات قنوات الأوربت الفضائية.
من البرامج التي قدمها:
برنامج "ركن الفتوى" بقناة اليوم
برنامج "إنه لقرآنٌ كريم" على شاشة قناة الصفوة، وتدور حلقات البرنامج حول تفسير بعض آيات القرآن الكريم.
برنامج " رقائق " على قناه الحياة الفضائيه
برنامج " لقاء الجمعه"
الفقره الدينية في برنامج" البيت بيتك"
وبالإضافة إلى ذلك يقوم الشيخ خالد بتقديم العديد من البرامج والفقرات الدينية في العديد من القنوات الأرضية والفضائية.
ساهم خالد الجندي في تأسيس شركة "الهاتف الإسلامي" وهى شركة اتصالات ومعلومات، كما قام بإنشاء دار الجندي للنشر الخاصة بالعمل الإسلامي والأعمال الخيرية.
أطلق خالد الجندي قناة أزهري في رمضان 1430 هـ 2009.
- هو عضو المجلس الأعلى للشئون الإسلامية، وإمام وخطيب ومدرس بوزارة الأوقاف المصرية، ومالك قناة أزهري الفضائية.[5]

## نشاطه
كانت بدايته مع إنشاء «الهاتف الإسلامي»، والإجابة عن الفتاوى عبر الهاتف. وقد تم تطبيقها بعد ذلك في دار الفتوى المصرية بنفس الاسم نظرا لنجاحها. أسس قناة أزهري الفضائية في شهر رمضان 1430 هـ - 2009 م، ثم انطلقت بعدها قناة أزهري 2 بأربع لغات أجنبية.
قام بتقديم وإعداد العديد من البرامج المرئية والمسموعة أشهرها: رياض الصالحين، شهد الكلمات، إنه لقرآن كريم، أفلا يتدبرون، نسمات الروح، رقائق، قطائف، قصص القرآن، حياتنا، ركن الفتوى، روضة النعيم، شيخ العمود، المجلس، ومضات، دقيقة مع الجندي، هذا ديننا، سورة وصورة، مكارم الأخلاق. وقدم برنامجًا لتفسير القرآن على القناة المصرية الأولى والفضائية كل يوم جمعة في الثانية والنصف ظهرا في برنامج «روضة النعيم»، وعلى راديو مصر مع عمرو الليثي كل ثلاثاء في السابعة مساء. يقدم حاليا برنامج (لعلهم يفقهون) على قناة دي إم سي من السبت للخميس في تمام الساعة 5 مساء.

## طالع أيضًا
- علي جمعة
- وسيم يوسف

## وصلات خارجية
- خالد الجندي على موقع أرشيف الشارخ.
- موقع الرسمي لخالد الجندي